# Tapinoma dimmocki
Tapinoma dimmocki é uma espécie de formiga do gênero Tapinoma.